# Palicourea cutucuana
Palicourea cutucuana är en måreväxtart som beskrevs av Charlotte M. Taylor. Palicourea cutucuana ingår i släktet Palicourea och familjen måreväxter.
Artens utbredningsområde är Ecuador. Inga underarter finns listade i Catalogue of Life.